# Introligator

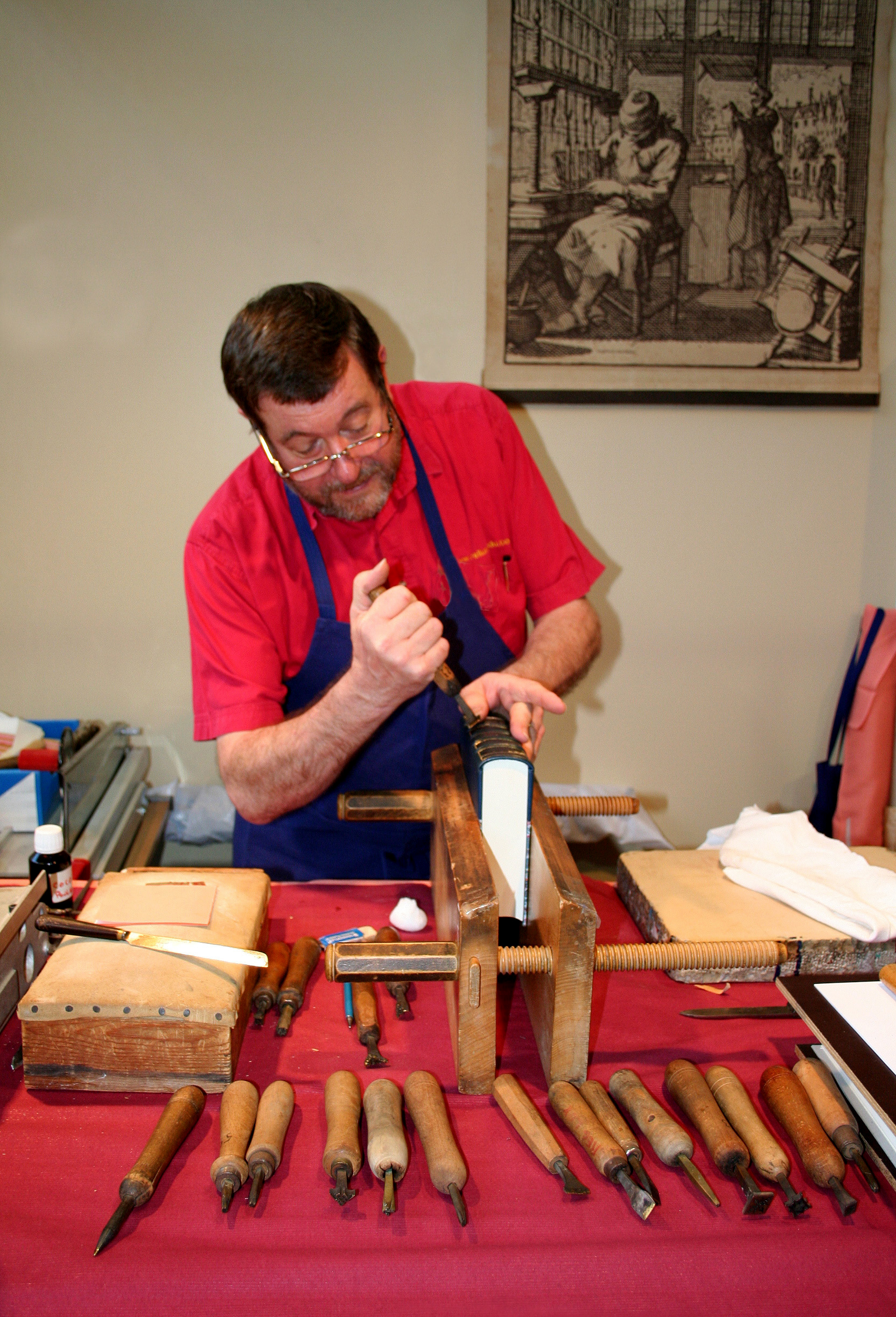
Introligator

Introligator ( z łac. intro „do środka” + ligare „związywać”) – rzemieślnik zajmujący się ręcznym introligatorstwem, tj. oprawianiem różnych wydawnictw oraz zdobieniem opraw (głównie zabytkowych), także pracownik drukarni (oprawa książek).